# Amstel Gold Race 2015
Das Amstel Gold Race 2015 war die 50. Austragung dieses Radsportklassikers und fand am 19. April 2015 statt. Es war das erste Rennen der „Ardennen-Woche“ und wurde an einem Sonntag, drei Tage vor der Flèche Wallonne bzw. genau eine Woche vor Lüttich–Bastogne–Lüttich, ausgetragen. Das Eintagesrennen war Teil der UCI WorldTour 2015 und innerhalb dieser das elfte von 28 Rennen. Die Gesamtdistanz des Rennens betrug 258 Kilometer. Es siegte der Pole Michał Kwiatkowski aus der belgischen Mannschaft Etixx-Quick Step vor dem Spanier Alejandro Valverde aus der spanischen Mannschaft Movistar und dem Australier Michael Matthews aus der australischen Mannschaft Orica GreenEdge.
Für Michał Kwiatkowski war es der erste Sieg beim Amstel Gold Race. Darüber hinaus war er der erste Pole überhaupt, der das Rennen für sich entschied.

## Teilnehmer
| 17 UCI WorldTeams AG2R La Mondiale (ALM) Astana Pro Team (AST) BMC Racing Team (BMC) Etixx-Quick Step (EQS) FDJ (FDJ) IAM Cycling (IAM) | Team Katusha (KAT) Lampre-Merida (LAM) Lotto Soudal (LTS) Movistar Team (MOV) Orica GreenEdge (OGE) Team Sky (SKY) | Team Cannondale-Garmin (TCG) Tinkoff-Saxo (TCS) Trek Factory Racing (TFR) Team Giant-Alpecin (TGA) Team Lotto NL-Jumbo (TLJ) |
| 8 UCI Professional Continental Teams Bardiani CSF (BAR) CCC Sprandi Polkowice (CCC) Cult Energy Pro Cycling (CLT)                       | MTN-Qhubeka (MTN) Nippo-Vini Fantini (NIP) Roompot Oranje Peloton (ROP)                                            | Topsport Vlaanderen-Baloise (TSV) Wanty-Groupe Gobert (WGG)                                                                  |

Startberechtigt waren die 17 UCI WorldTeams der Saison 2015. Zusätzlich vergab der Veranstalter Wildcards an acht UCI Professional Continental Teams. Die 25 teilnehmenden Mannschaften traten mit jeweils acht Fahrern an. Dadurch ergab sich ein Starterfeld von insgesamt 200 Fahrern aus 32 Nationen. Unter den Fahrern befanden sich acht Deutsche, ein Österreicher und vier Schweizer.

## Ergebnis
| Platz | Fahrer             | Nation | Team                  | Zeit                    | Punkte |
| ----- | ------------------ | ------ | --------------------- | ----------------------- | ------ |
| 01.   | Michał Kwiatkowski | POL    | Etixx-Quick Step      | 6:31:49 h (39,508 km/h) | 80     |
| 02.   | Alejandro Valverde | ESP    | Movistar Team         | gleiche Zeit            | 60     |
| 03.   | Michael Matthews   | AUS    | Orica GreenEdge       | gleiche Zeit            | 50     |
| 04.   | Rui Costa          | POR    | Lampre-Merida         | gleiche Zeit            | 40     |
| 05.   | Greg Van Avermaet  | BEL    | BMC Racing Team       | gleiche Zeit            | 30     |
| 06.   | Tony Gallopin      | FRA    | Lotto Soudal          | gleiche Zeit            | 22     |
| 07.   | Julian Alaphilippe | FRA    | Etixx-Quick Step      | gleiche Zeit            | 14     |
| 08.   | Enrico Gasparotto  | ITA    | Wanty-Groupe Gobert   | gleiche Zeit            | –      |
| 09.   | Maciej Paterski    | POL    | CCC Sprandi Polkowice | gleiche Zeit            | –      |
| 10.   | Philippe Gilbert   | BEL    | BMC Racing Team       | gleiche Zeit            | 02     |